# Héroe byroniano
El héroe byroniano es una variante del héroe romántico como un tipo de personaje, llamado así en honor al poeta romántico inglés Lord Byron. Se considera que tanto la personalidad misma de Byron como los personajes de sus escritos brindan las características definitorias de este tipo de personaje. 
El héroe byroniano alcanzó por primera vez a un público muy amplio en el poema narrativo épico semiautobiográfico de Byron, Las peregrinaciones de Childe Harold (Childe Harold’s Pilgrimage; 1812-1818). El historiador y crítico Lord Macaulay describió al personaje como "un hombre orgulloso, temperamental, cínico, con desafío en el rostro y pena en el corazón, alguien que muestra desdén hacia su clase, implacable en la venganza, pero capaz de un afecto profundo y fuerte".
Los poemas de Byron ambientados en temas orientales muestran versiones más decisivas y "de héroes de capa y espada" de este tipo de personaje. En obras posteriores se aprecia a Byron distanciándose progresivamente de la figura creando tipos de héroes alternativos, como Sardanápalo (Sardanápalo), Juan (Don Juan) o Torquil (La isla), o, cuando la figura aparece, presentándolo como menos simpático (Alp en "El sitio de Corinto") o criticándolo a través del narrador u otros personajes. Byron intentaría más tarde ese giro en su propia vida al unirse a la Guerra de Independencia griega, con resultados fatales, si bien estudios recientes lo muestran actuando con mayor perspicacia política y menos idealismo de lo que se pensaba anteriormente. Las circunstancias reales de su muerte por enfermedad en Grecia fueron extremadamente poco glamorosas, pero en Inglaterra estos detalles fueron ignorados en las muchas obras que promueven su mito.
El héroe byroniano tuvo una influencia significativa en la literatura posterior, tanto en inglés como en otros idiomas.

## Orígenes
Los predecesores literarios del héroe byroniano en inglés pueden remontarse hasta la interpretación de la figura de Satanás en El paraíso perdido de John Milton y hasta los villanos y tiranos de la ficción gótica. La versión inicial de este tipo de personaje en la obra de Byron, Childe Harold, estaba basada en una variedad de personajes literarios anteriores, incluidos Hamlet, Werther de la novela de Goethe (1774) y el señor Faulkland del Caleb Williams de William Godwin (1794). También era notablemente similar a René, el héroe de la novela corta homónima de Chateaubriand (1802), si bien es posible que Byron nunca la haya leído. Los villanos góticos "impenitentes" de Ann Radcliffe (comenzando en 1789 con la publicación de The Castles of Athlin and Dunbayne, a Highland Story) también presagian un temperamental y egoísta "villano" byroniano naciente en las propias obras de juventud de Byron, algunas de las cuales rememoran a los parientes de Byron por el lado Gordon, aristócratas de las tierras altas o jacobitas ahora perdidos entre dos mundos. Por ejemplo, en el primer poema de Byron "When I Roved a Young Highlander" (1808), se aprecia un reflejo de la conexión escocesa de juventud de Byron, pero también se encuentran estos versos:
As the last of my race, I must wither alone, (Como el último de mi raza, debo marchitarme solo)

And delight but in days, I have witness'd before: (y hallar el deleite solo en días que he presenciado antes)
Estos versos hacen eco del tratamiento que diera William Wordsworth al Ossian de James Macpherson en "Glen-Almain" (1807): 
That Ossian, last of all his race! (¡Ese Ossian, el último de toda su raza!)

Lies buried in this lonely place. (Yace enterrado en este solitario lugar)
Por lo tanto, el poema de Byron parece mostrar que una influencia taciturna y melancólica proveniente no solo de Wordsworth sino también de Macpherson estaba muy presente en su mente desde una fecha temprana. 

Después de  Las peregrinaciones de Childe Harold, el héroe byroniano apareció en muchas de las otras obras de Byron, incluida su serie de poemas sobre temas orientales El Giaour (1813), El Corsario (1814) y Lara (1814), así como su obra de teatro para ser leída Manfredo (1817). Por ejemplo, Byron describió a Conrad, el héroe pirata de su El Corsario (1814), de la siguiente manera:
That man of loneliness and mystery, (Ese hombre de soledad y misterio)

Scarce seen to smile, and seldom heard to sigh— (I, VIII) (A quien apenas si veía sonreír, y rara vez se escuchaba suspirar)
Y también
He knew himself a villain—but he deem'd (Se sabía a sí mismo un villano, pero consideraba)
The rest no better than the thing he seem'd; (que el resto no eran mejores que aquello que él parecía)
And scorn'd the best as hypocrites who hid (y despreciaba a los mejores como hipócritas que escondían)
Those deeds the bolder spirit plainly did. (aquellas acciones que el espíritu más audaz simplemente hacía.)
He knew himself detested, but he knew (Se sabía detestado, pero sabía)
The hearts that loath'd him, crouch'd and dreaded too. (Que los corazones que le odiaban, se agazapaban y temían también.)
Lone, wild, and strange, he stood alike exempt (Solitario, salvaje y extraño, se erigía igual exento)

From all affection and from all contempt: (I, XI) (de todo afecto y de todo desprecio.)

## Reacción pública y fanaticada
La admiración por Byron continuó siendo ferviente en los años posteriores a su muerte. Entre sus fanáticos más notables estaba Alfred Tennyson. A la edad de catorce años para el momento de la muerte de Byron, y muy afligido por ello, grabó las palabras "Byron está muerto" en una roca cerca de su casa en Somersby, declarando que "el mundo se había oscurecido para él". Sin embargo, la admiración de Byron como personaje llevó a algunos fanáticos a emular las características del héroe byroniano. El más importante de ellos fue Wilfrid Scawen Blunt, quien llevó el culto a Byron a extremos notables. Su matrimonio con la nieta de Byron, llevar a cabo una "peregrinación de Byron" por el continente y su postura antiimperialista que lo vio convertirse en un paria al igual que su héroe consolidaron su compromiso de emular el carácter byroniano.

## Atributos
El término héroe byroniano define un tipo de personaje heroico que es a la vez idealizado e imperfecto, retratado por primera vez en el poema épico semiautobigráfico de Lord Byron Las peregrinaciones de Childe Harold (Childe Harold’s Pilgrimage, 1812-1818). En esta obra, al igual que en posteriores obras literarias, los atributos del héroe byroniano incluyen:
- Alto nivel de inteligencia y percepción.
- Sofisticado y educado.
- Misterioso, magnético y carismático.
- Suele tener conflictos con la integridad y la ley.
- Tener emociones conflictivas, tendencias bipolares o cambios bruscos de humor.
- Autocrítico e introspectivo.
- Desagrado por las instituciones y las normas sociales.
- Ser un exiliado, un excluido o un «fuera de la ley».
- Desprecio hacia los privilegios y el rango, tanto propios como ajenos.
- Tener un pasado conflictivo.
- Ser cínico, exigente y/o arrogante.
- Poder de seducción y atracción sexual.
- Un solitario, a menudo rechazado por la sociedad.
- Atributos oscuros o no habituales en un héroe.
- Tendencia autodestructiva.

## Uso e influencia literarios
La influencia de Byron se manifiesta en muchos autores y artistas del movimiento romántico y escritores de ficción gótica durante el siglo XIX. Lord Byron fue el modelo en el que se basó el personaje principal del Glenarvon (1816) de la antigua amante de Byron, Lady Caroline Lamb, así como el de Lord Ruthven en El Vampiro (1819) escrito por el médico personal de Byron, John William Polidori. Edmond Dantes de El conde de Montecristo (1844) de Alejandro Dumas,Heathcliff de Cumbres borrascosas de Emily Brontë (1847), y Rochester de Jane Eyre de Charlotte Brontë (1847) son otros ejemplos posteriores de héroes byronianos del siglo XIX.
En la literatura victoriana posterior, el personaje byroniano sólo parecía sobrevivir como una figura solitaria, resignada al sufrimiento. Sin embargo, la representación de Charles Dickens del personaje es mucho más compleja. Steerforth en David Copperfield manifiesta el concepto del aspecto de "ángel caído" del héroe byroniano: su temperamento violento y su seducción de Emily deberían poner al lector, y ciertamente a David, en su contra, pero no es así. Mantiene aún una fascinación, como admite David después de descubrir lo que Steerforth le ha hecho a Emily. Puede que haya hecho algo malo, pero David no se atreve a odiarlo. Los brotes ocasionales de remordimiento de Steerforth revelan un personaje torturado, haciéndose eco de un remordimiento byroniano. Harvey concluye que Steerforth es una mezcla notable de villano y héroe, y una exploración de los dos lados del personaje byroniano. 
Académicos han establecido también paralelismos entre el héroe byroniano y los héroes solipsistas de la literatura rusa. En particular, el famoso personaje de Aleksandr Pushkin, Eugenio Oneguin, rememora muchos de los atributos que se ven en Las peregrinaciones de Childe Harold, en particular, la melancolía solitaria de Oneguin y su falta de respeto por el privilegio tradicional. Las primeras partes de la novela poética de Pushkin, Eugenio Oneguin (1823-1831), aparecieron doce años después de Las peregrinaciones de Childe Harold de Byron, y Byron tuvo una influencia obvia (Vladimir Nabokov argumentó en su Comentario sobre Eugenio Oneguin que Pushkin había leído a Byron durante sus años de exilio justo antes de escribir Eugenio Oneguin). Los mismos temas de personajes continuaron influyendo en la literatura rusa, particularmente después de que Mijaíl Lérmontov vigorizara al héroe byroniano a través del personaje de Pechorin en su novela de 1839 Un héroe de nuestro tiempo. Otro ejemplo en la literatura rusa fue el siniestro personaje de Nikolái Stavroguin en Los Demonios de Fiódor Dostoyevski (1873).
El personaje principal del Der Zerrissene de Nestroy (1844) fue interpretado por Egon Friedell como una parodia del byronismo.
El héroe byroniano también aparece en muchas novelas contemporáneas y ha jugado un papel en la literatura moderna como precursor de una forma popular de antihéroe. Erik, el fantasma de El fantasma de la ópera de Gastón Leroux (1909-1910) es un ejemplo conocido de la primera mitad del siglo XX, mientras que James Bond de Ian Fleming (si no sus encarnaciones cinematográficas) muestra todas las características en la segunda mitad del siglo: "Solitario, melancólico, de apuesto físico natural, que de alguna manera se ha visto devastado ... de expresión oscura y taciturna, de apariencia fría y cínica, sobre todo enigmático, en posesión de un secreto siniestro".
Otra variante es el personaje de Rhett Butler en Lo que el viento se llevó de Margaret Mitchell, donde el héroe byroniano intenta entrar en la sociedad por sí mismo, y al final abandona su pasión a causa de su esposa Scarlett. Stephen Dedalus en  Retrato del artista adolescente de James Joyce es otro ejemplo famoso de principios del siglo XX. Un ejemplo más reciente es László Almásy en la novela de Michael Ondaatje The English Patient (1992, adaptada al cine como El paciente inglés).

### Literatura popular
En la literatura de entretenimiento moderno, Anne Rice se basó en el modelo literario del héroe byroniano para su novela Entrevista con el vampiro de dos maneras: por un lado, el protagonista, Louis, tiene muchos de los rasgos del héroe byroniano y, por otro lado, la imagen del vampiro es sucesora del Lord Ruthven de Polidori, que a su vez se basó en Byron mismo.
El protagonista de la serie de cómics estadounidense Batman también se basa en el héroe byroniamo, debido a su oscuro pasado sin resolver y la confusión interna asociada con ello, así como la conflictiva relación con Ciudad Gótica, en la que sigue siendo un forastero.
En la serie de Harry Potter, la figura del maestro Severus Snape sigue el esquema byroniano. Tiene un pasado deprimente: una infancia dura, la experiencia de intimidación cuando era adolescente y el hacerse seguidor de Voldemort. No está motivado por metas más altas, sino por motivos personales. La pasión que lo domina y lo atormenta es el amor por una mujer. Cuando ella se aleja de él, se une a Voldemort. Como resultado, se convierte en el portador de una profecía que conduciría a la muerte de esa mujer. La venganza y la culpa son sus motivos para unirse al adversario de Voldemort, Albus Dumbledore. Muestra un orgullo arrogante por su conocimiento superior de las pociones y es propenso a un cinismo sin tacto y a arrebatos incontrolados de ira. 
Variantes del arquetipo se han usado a menudo en la paraliteratura para mujeres, por ejemplo, en la serie estadounidense "Harlequin Romances" de la editorial canadiense Harlequin. Con la figura de Christian Grey (Cincuenta sombras de Grey, 2011/12) E. L. James también introdujo el tipo en la literatura erótica.

### Otros medios
Dr. House de la serie de televisión estadounidense del mismo nombre es una variante actual del héroe byroniano. Otro ejemplo es Rust Cohle, propenso a monólogos misantrópicos, de la serie de televisión estadounidense True Detective.

## La heroína byroniana
También se sugerido el potencial de una heroína byroniana en las obras de Byron. Charles J. Clancy afirma que Aurora Raby en el Don Juan posee muchas de las características típicas de un héroe byroniano. Descrita como "silenciosa, solitaria" en el poema, su vida ha transcurrido de hecho aislada: ha quedado huérfana desde su nacimiento. Valida la afirmación de Thorslev de que los héroes byronianos son "invariablemente solitarios". Sin embargo, al igual que su homólogo masculino, despierta el interés de quienes la rodean: "Había asombro en el homenaje que atraía". Una vez más, no es en esto diferente de la descripción acerca de la fascinación que el propio Byron encontraba dondequiera que iba. La naturaleza aparentemente lúgubre de la mujer también recuerda el semblante arrepentido del héroe byroniano. Se la describe con ojos profundamente tristes, "Ojos que brillaban con tristeza, como brillan los de los serafines". Esta era una característica específica del héroe byroniano. Esto parece expresar una desesperanza con la humanidad, no muy diferente de la desesperanza presente en el Caín de Byron, como señala Thorslev. Ella misma admite desesperar ante la "decadencia del hombre", por lo que esto la pone en comparación directa con el horror de Caín ante la destrucción de la humanidad.
La primera mujer en interpretar el papel de héroe byroniano es la protagonista de la novela La vegetariana de la escritora coreana Han Kang (2007).